# Regione di Koulikoro
La regione di Koulikoro è una delle 8 regioni del Mali. Il capoluogo è la città di Koulikoro.
La regione di Koulikoro è divisa in 7 circondari:
- Banamba
- Dioïla
- Kangaba
- Kati
- Kolokani
- Koulikoro
- Nara